# ميخائيل كاري (مهندس)
ميخائيل كاري (بالإنجليزية: Michael Curry)‏ هو مهندس أمريكي، ولد في 11 يوليو 1967 في سانت لويس في الولايات المتحدة.